# 金指駅
金指駅（かなさしえき）は、静岡県浜松市浜名区引佐町金指にある、天竜浜名湖鉄道天竜浜名湖線の駅である。

## 歴史
当駅は浜松軽便鉄道の駅として開業した。同社線は1914年に当駅 - 元城駅間が開通し、南は遠鉄浜松駅、北は奥山駅まで路線を延長した。1915年に浜松軽便鉄道は浜松鉄道に社名を変更し、その後遠州鉄道と合併し、路線は奥山線となった。しかし奥山線は1964年に全線廃止された。
1938年に鉄道省二俣西線（後に二俣線に改称）が当駅に乗入れ、浜松鉄道と交差することとなった。このような場合、通常は新たに開通した線が昔からの線をガード等で跨ぐのだが、二俣線が東海道本線の非常時迂回線と考えられていたためか、浜松鉄道がガードを作って二俣線を越えることとなった。このガードはコンクリート製のもので、奥山線廃止後も2021年に撤去されるまで当駅西方に残っていた。

### 年表

#### 遠州鉄道
- 1914年（大正3年）11月30日：浜松軽便鉄道（後の浜松鉄道）の駅が開設。
- 1915年（大正4年）12月28日：当駅 - 気賀駅（後の気賀口駅）間延伸。
- 1947年（昭和22年）5月1日：遠州鉄道が浜松鉄道を吸収合併、同社奥山線の駅となる。
- 1964年（昭和39年）11月1日：奥山線の遠鉄浜松 - 気賀口間廃線に伴い廃止。

#### 天竜浜名湖鉄道
- 1938年（昭和13年）4月1日：二俣西線（後の二俣線）が三ヶ日駅から延伸、終着駅としてが開業[1]。一般駅[1]。
- 1985年（昭和60年）3月14日：貨物取扱廃止[1]。
- 1987年（昭和62年）3月15日：二俣線が第三セクター鉄道に転換され、天竜浜名湖鉄道の駅となる[1]。
- 2011年（平成23年）1月26日：高架貯水槽、ホーム上屋及びプラットホームが登録有形文化財に登録[2]。

## 駅構造
島式ホーム1面2線を有する地上駅。北西寄りに駅舎がある。駅南側には保線車両等を留置する側線があり、駅西側で分岐する。1964年までは南寄りに、遠州鉄道奥山線（前述）ホームがあり、連絡する跨線橋も存在した。夜間滞泊運用もある。
有人駅。高架貯水槽、ホーム上屋及びプラットホームが、国の登録有形文化財に登録されている。

### のりば
| ホーム | 路線          | 方向 | 行先                       | 備考                                            |
| ------ | ------------- | ---- | -------------------------- | ----------------------------------------------- |
| 1      | ■天竜浜名湖線 | 上り | 天竜二俣・遠州森・掛川方面 |                                                 |
| 2      | ■天竜浜名湖線 | 下り | 三ヶ日・新所原方面         | 当駅始発新所原行の一部列車は1番線ホームから発車 |

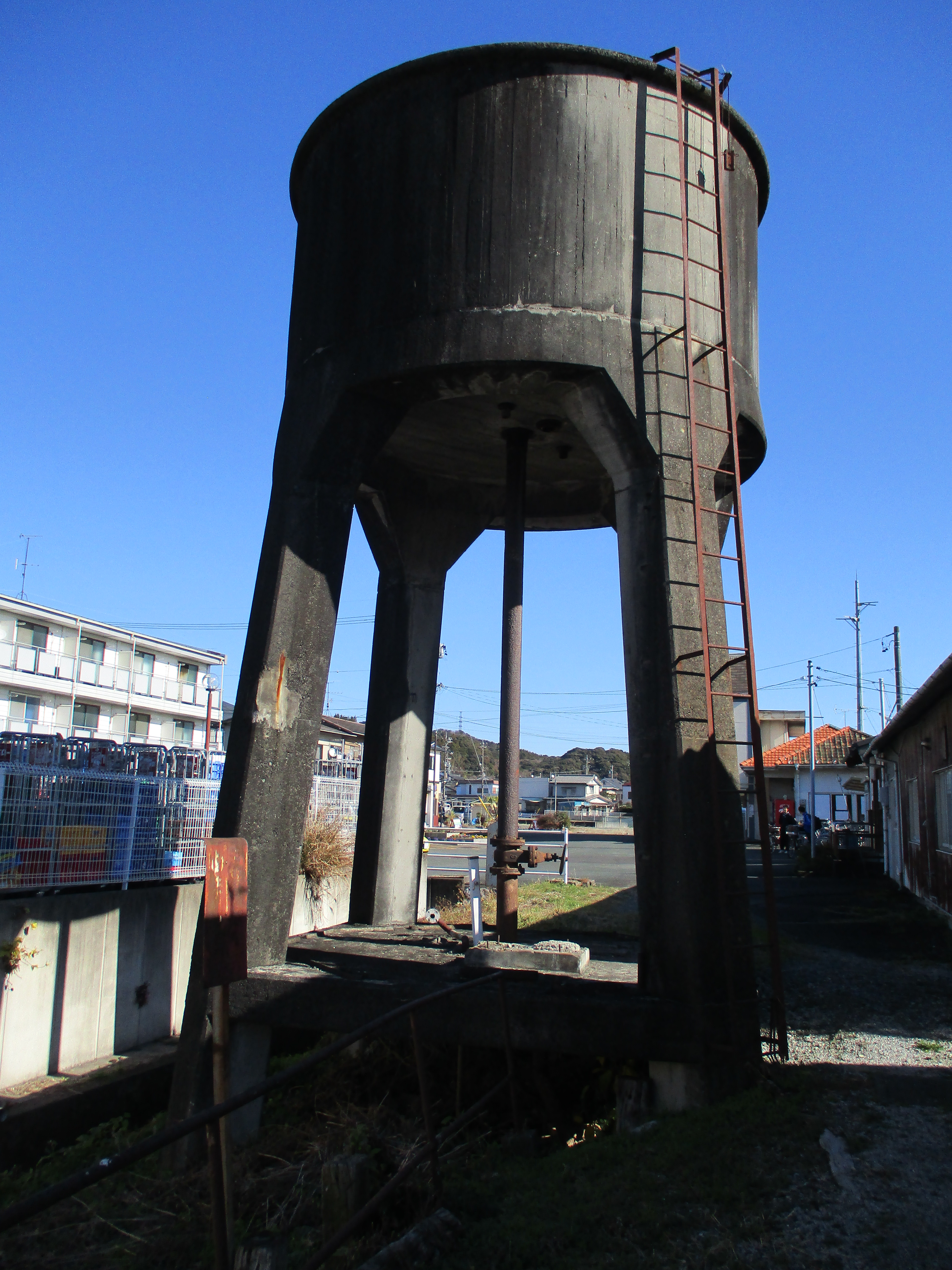
高架貯水槽
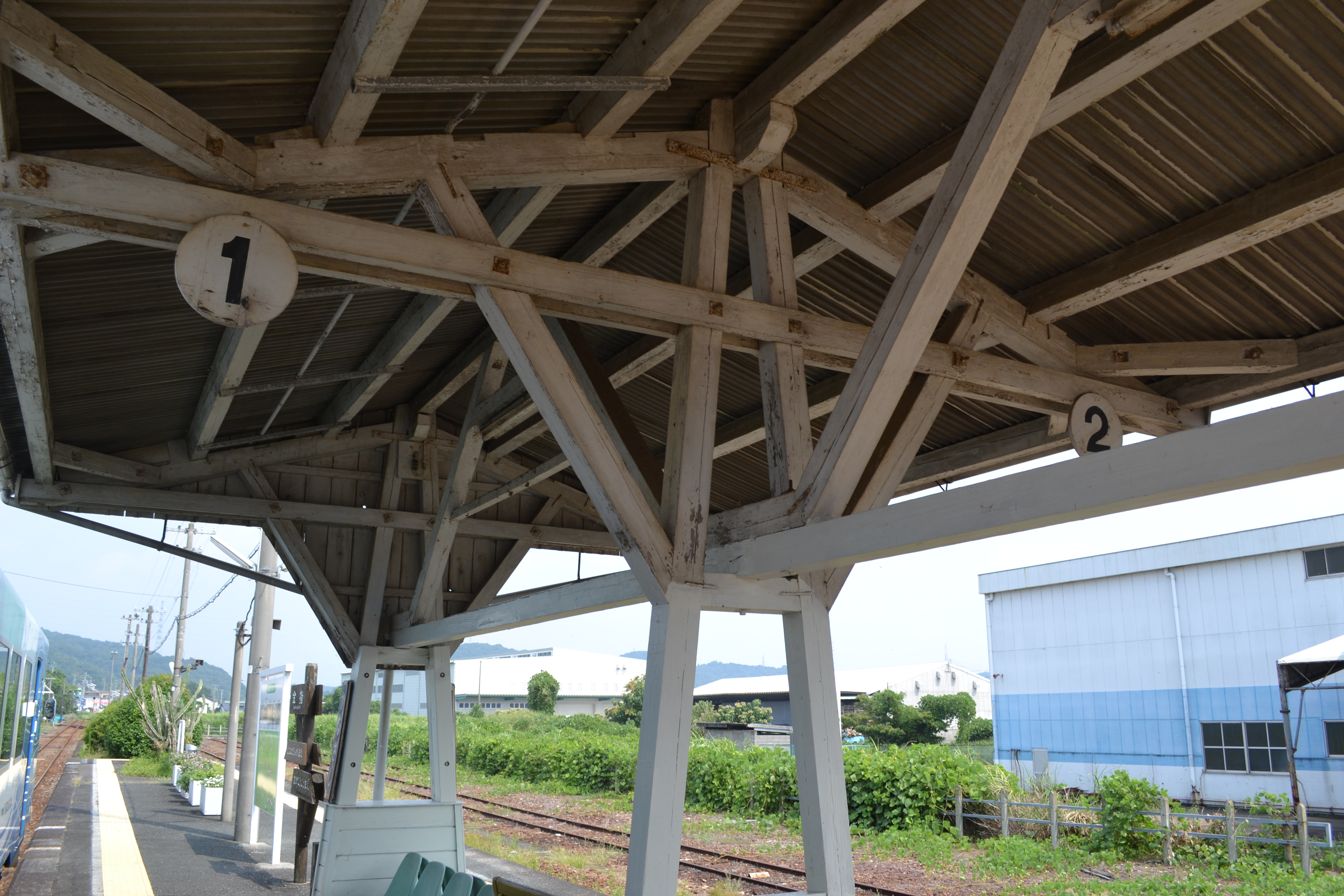
ホーム上屋（登録有形文化財に登録された）
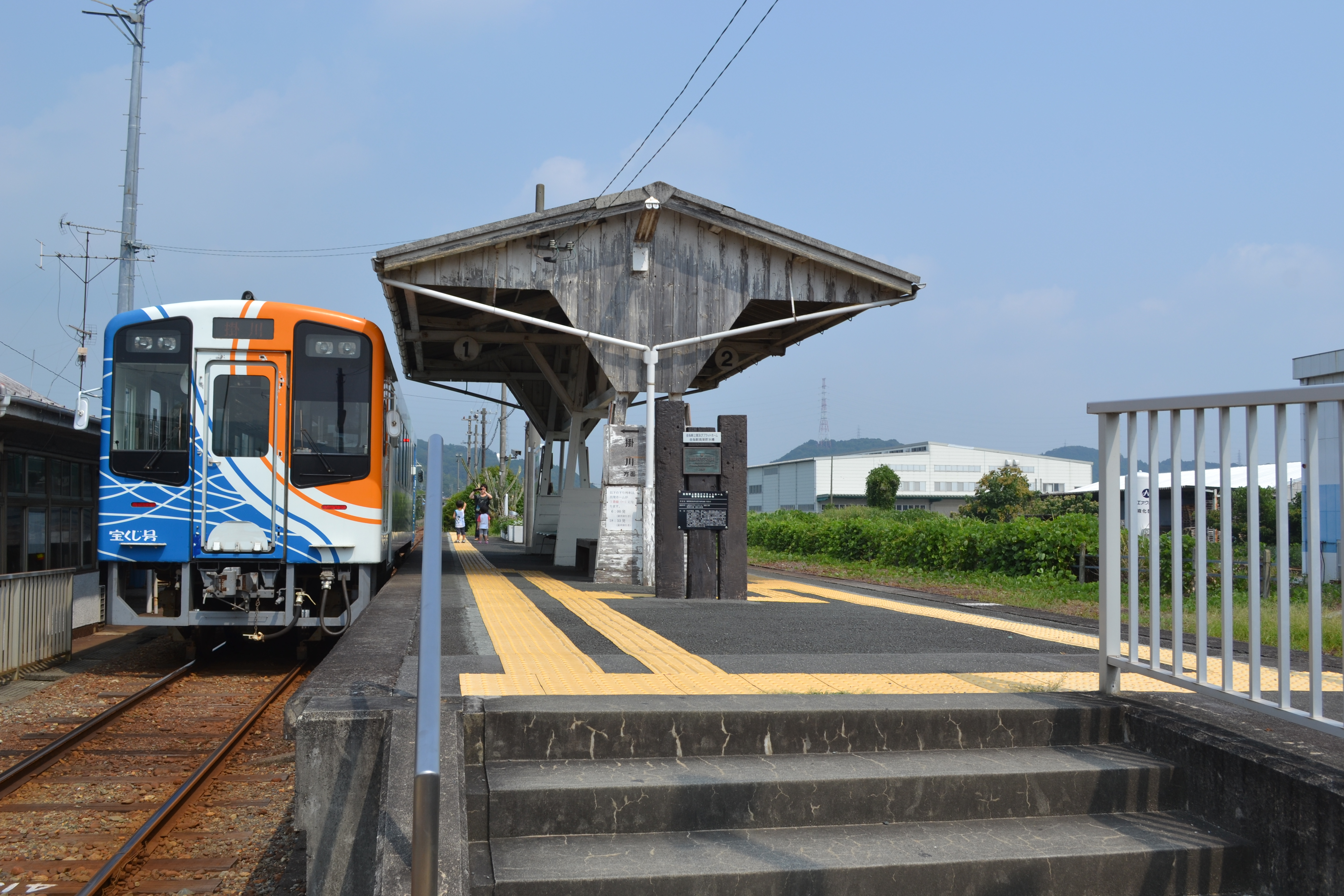
プラットホーム

## 貨物取扱
以前駅北側の山を通り抜けた引佐町井伊谷に磐城セメント（その後住友セメント→住友大阪セメント）浜松工場へ続く専用線（工場跡地はスズキ精密工業→スズキ部品製造）が分岐していた。ここからは製造品であるセメントが、佐久間ダム等の天竜川水系ダム資材として発送されていた。また、駅南東にはJA静岡経済連のサイロ施設への専用線が続いており、こちらには知多駅、食品南駅から飼料が到着していた。いずれの専用線も1985年（昭和60年）までに廃止となり同時に貨物の取扱も廃止となった。二俣線内では最後まで貨物取扱を行っていた。

## 利用状況
近年の1日平均乗車人員の推移は以下の通り。
| 乗車人員推移 | 乗車人員推移    |
| 年度         | 1日平均乗車人員 |
| ------------ | --------------- |
| 2008         | 174             |
| 2009         | 146             |
| 2010         | 152             |
| 2011         | 150             |
| 2012         | 168             |
| 2013         | 150             |
| 2014         | 144             |
| 2015         | 325             |
| 2016         | 339             |
| 2017         | 366             |
| 2018         | 359             |
| 2019         | 358             |
| 2020         | 278             |
| 2021         | 242             |
| 2022         | 351             |

## 駅周辺
駅の周辺は住宅地である。
- 富士通ゼネラル浜松事業所
- スタンレー電気浜松製作所
- 静岡県立浜松湖北高等学校
- 引佐郵便局
- 金指関所趾
- バロー引佐店
- 国道257号
- 国道362号
- 遠鉄バス43引佐線・45奥山線「金指」バス停：駅から北に150m程歩いた国道362号上にある。43・45浜松駅行（平日日中のみ、聖隷三方原病院経由あり）、43気賀駅前行、45奥山行。
- 浜松市自主運行バス いなさみどりバス
  - 「つつじ線（事前登録・事前予約要）」金指駅バス停 - 竹平バス停で新城市営バス本長篠駅行に接続
  - 「なおとら線」金指駅バス停（事前登録・事前予約要）

## 隣の駅
天竜浜名湖鉄道
■天竜浜名湖線
常葉大学前駅 - 金指駅 - 岡地駅
遠州鉄道
奥山線（廃線）
祝田駅 - 金指駅 - 岡地駅